# آلن نیل
آلن نیل (انگلیسی: Alan Knill؛ زادهٔ ۸ اکتبر ۱۹۶۴) بازیکن فوتبال اهل بریتانیا است.
از باشگاه‌هایی که در آن بازی کرده‌است می‌توان به باشگاه فوتبال روترهام یونایتد، باشگاه فوتبال ساوت‌همپتون، باشگاه فوتبال سوانزی سیتی، باشگاه فوتبال اسکانتورپ یونایتد، باشگاه فوتبال بری، باشگاه فوتبال هالیفاکس تاون، و باشگاه فوتبال کاردیف سیتی اشاره کرد.
وی همچنین در تیم ملی فوتبال ولز بازی کرده‌است.